# Districtul Mueang Phayao
Mueang Phayao (în thailandeză เมืองพะเยา) este un district (Amphoe) din provincia Phayao, Thailanda, cu o populație de 126.750 de locuitori și o suprafață de 842,1 km².